# 綺羅
綺羅（きら）
- 綺は綾織りの絹織物の意。羅は薄織りの絹織物の意。美しい衣服全般を指す。
  - 上記の意味から、美しい衣服で着飾っている人を指す。衣服だけでなく、権力者や優れた人に対しても用いる。
    - 上記のような人々が星のように多く集まっているのを形容して、「綺羅、星のごとく居並ぶ」と言う。「綺羅星のごとく」と綺羅と星をつなげて言うのは誤用であるが、現在では「綺羅星」と独立した単語として用いられる例も多数見られる。
- 木戸やすひろ・広谷順子夫妻をメンバーとする日本のコーラスユニット。本項で詳述。

## 略歴
長年スタジオミュージシャンとして活躍してきた5人（松下誠、比山貴咏史、高尾直樹、木戸やすひろ、広谷順子）で、コーラスユニットBreath by Breathを2001年に結成。洋楽中心の活動をしていたが、美しい日本語が消えつつあることを憂いた木戸やすひろ、広谷順子が日本語を大切にするコーラスユニット綺羅を結成し活動を開始した。なおメンバーはソロやBreath by Breathでの活動も引き続き行っている。
2020年1月4日、広谷が乳癌のため東京都多摩市の自宅で死去。63歳没。

## ディスコグラフィー

### アルバム
- 2002年　1stアルバム『夏恋花』発売。収録曲「夏恋花」はNHK『みんなのうた』にて放映
- 2005年　2ndアルバム『悠久の翼』発売。収録曲「悠久の翼」「沙羅」はテレビ朝日系列放映『食彩の王国』テーマソング
- 2006年　3rdアルバム『幻世〜まぼろよ〜』発売
- 2008年　4thアルバム『時のなごり〜上巻〜』発売
- 2008年　5thアルバム『時のなごり〜下巻〜』発売
- 2013年　6thアルバム『帰去来』発売

『夏恋花』のみ東芝EMI、『悠久の翼』以降はWhisper Notes Music「KIRA レーベル」

### コンピレーションアルバム
- 2002年　『FEEL NEW ASIA』　収録曲「さくら」
- 2006年　『SAKURA〜一期一会〜』　収録曲「さくら」

いずれも東芝EMI